# Gwanghaegun de Joseon
Gwanghaegun ou Príncipe Gwanghae (1574–1641; reinou 1608–1623) foi o décimo quinto rei da dinastia Joseon. Seu nome pessoal era Yi Hon. Desde que foi deposto em um golpe de estado, historiadores oficiais não o atribuíram um nome de templo como Taejo ou Sejong. Ele foi casado com Lady Ryu.

## Seu nome eulogístico póstumo
- Rei Checheon Heungun Jundeok Honggong Sinseong Yeongsuk Heummun Inmu Seoryun Ipgi Myungseong Gwangryeol Yungbong Hyeonbo mujeong Jungheui Yecheol Jangeui Jangheon Sunjeong Geoneui Sujeong Changdo Sungeop o Grande da Coreia
- 체천흥운준덕홍공신성영숙흠문인무서륜입기명성광렬융봉현보무정중희예철장의장헌순정건의수정창도숭업대왕
- 體天興運俊德弘功神聖英肅欽文仁武敍倫立紀明誠光烈隆奉顯保懋定重熙睿哲壯毅章憲順靖建義守正彰道崇業大王